# 11947 Кімклійстерз
11947 Кімклійстерз (11947 Kimclijsters) — астероїд головного поясу, відкритий 15 серпня 1993 року.
Тіссеранів параметр щодо Юпітера — 3,158.